# Virtu Ferries
Virtu Ferries Limited è una compagnia di navigazione maltese fondata nel 1988, che opera in catamarano da Malta verso la Sicilia. Ha una controllata, Venezia Lines, che gestisce un servizio stagionale di sei mesi tra Venezia, Slovenia e Croazia. Tempi di navigazione indicativi. Proprietà inquisita diverse volte per sospette operazioni finanziarie

## Rotte
| Linea                                               | Operata da    | Durata   | Nave                                    | Servizio         | Note                           |
| --------------------------------------------------- | ------------- | -------- | --------------------------------------- | ---------------- | ------------------------------ |
| La Valletta ↔ Pozzallo                              | Virtu Ferries | 1h 45min | Saint John Paul II / Jean de La Valette | plurigiornaliero | [ 1 ]                          |
| La Valletta ↔ Catania                               | Virtu Ferries | 4h 15min | (in autobus da Pozzallo)                | Lun, Ven, Sab    | ,                              |
| Venezia ↔ Pirano ↔ Umago ↔ Parenzo ↔ Rovigno ↔ Pola | Venezia Lines |          | San Frangisk / San Pawl                 | giornaliero      | attiva solo nel periodo estivo |

## Flotta
| Traghetto          | Immagine | Tipo             | Anno di costruzione | Lunghezza (m) | Larghezza (m) | Stazza | Capacità   | Capacità    | Velocità in Nodi | Note                                       |
| Traghetto          | Immagine | Tipo             | Anno di costruzione | Lunghezza (m) | Larghezza (m) | Stazza | Passeggeri | Autoveicoli | Velocità in Nodi | Note                                       |
| ------------------ | -------- | ---------------- | ------------------- | ------------- | ------------- | ------ | ---------- | ----------- | ---------------- | ------------------------------------------ |
| Saint John Paul II |          | High Speed Craft | 2019                | 110,6         | 28,6          | 9.044  | 900        | 167         | 38               |                                            |
| Jean De La Valette |          | High Speed Craft | 2010                | 106,5         | 24,2          | 8.045  | 800        | 230         | 38.5             |                                            |
| Maria Dolores      |          | High Speed Craft | 2006                | 68,4          | 18,2          | 3.022  | 600        | 65          | 35               |                                            |
| San Frangisk       |          | Catamarano       | 1989                | 35,4          | 11,3          | 395    | 65         | 0           | 30               | Utilizzata dalla controllata Venezia Lines |
| San Pawl           |          | Catamarano       | 1990                | 35,4          | 11,3          | 395    | 65         | 0           | 30               | Utilizzata dalla controllata Venezia Lines |

Del passato
| Traghetto | Tipo             | Anno di costruzione | Lunghezza (m) | Larghezza (m) | Stazza | Capacità   | Capacità    | Velocità in Nodi | Anni di servizio | Note                                                   |
| Traghetto | Tipo             | Anno di costruzione | Lunghezza (m) | Larghezza (m) | Stazza | Passeggeri | Autoveicoli | Velocità in Nodi | Anni di servizio | Note                                                   |
| --------- | ---------------- | ------------------- | ------------- | ------------- | ------ | ---------- | ----------- | ---------------- | ---------------- | ------------------------------------------------------ |
| Avant     | High Speed Craft | 1993                | 74            | 26            | 3.231  | 430        | 88          | 37               | 1999             |                                                        |
| San Gwann | High Speed Craft | 2001                | 51            | 12            | 992    | 427        | 20          | 39               | 2009-2015        | Attualmente in servizio per la compagnia FRS Caribbean |
| San Marco | High Speed Craft | 1993                | 40            | 10            | 480    | n.d.       | 0           | 28,4             | 2010-2013        | Attualmente in servizio per la compagnia Budo          |